# Dolnji Zemon
Dolnji Zemon je naselje u slovenskoj Općini Ilirskoj Bistrici. Dolnji Zemon se nalazi na Krasu u pokrajini Notranjskoj i statističkoj regiji Notranjsko-kraškoj. 

## Stanovništvo
Prema popisu stanovništva iz 2002. godine naselje je imalo 457 stanovnika.